# Elegia

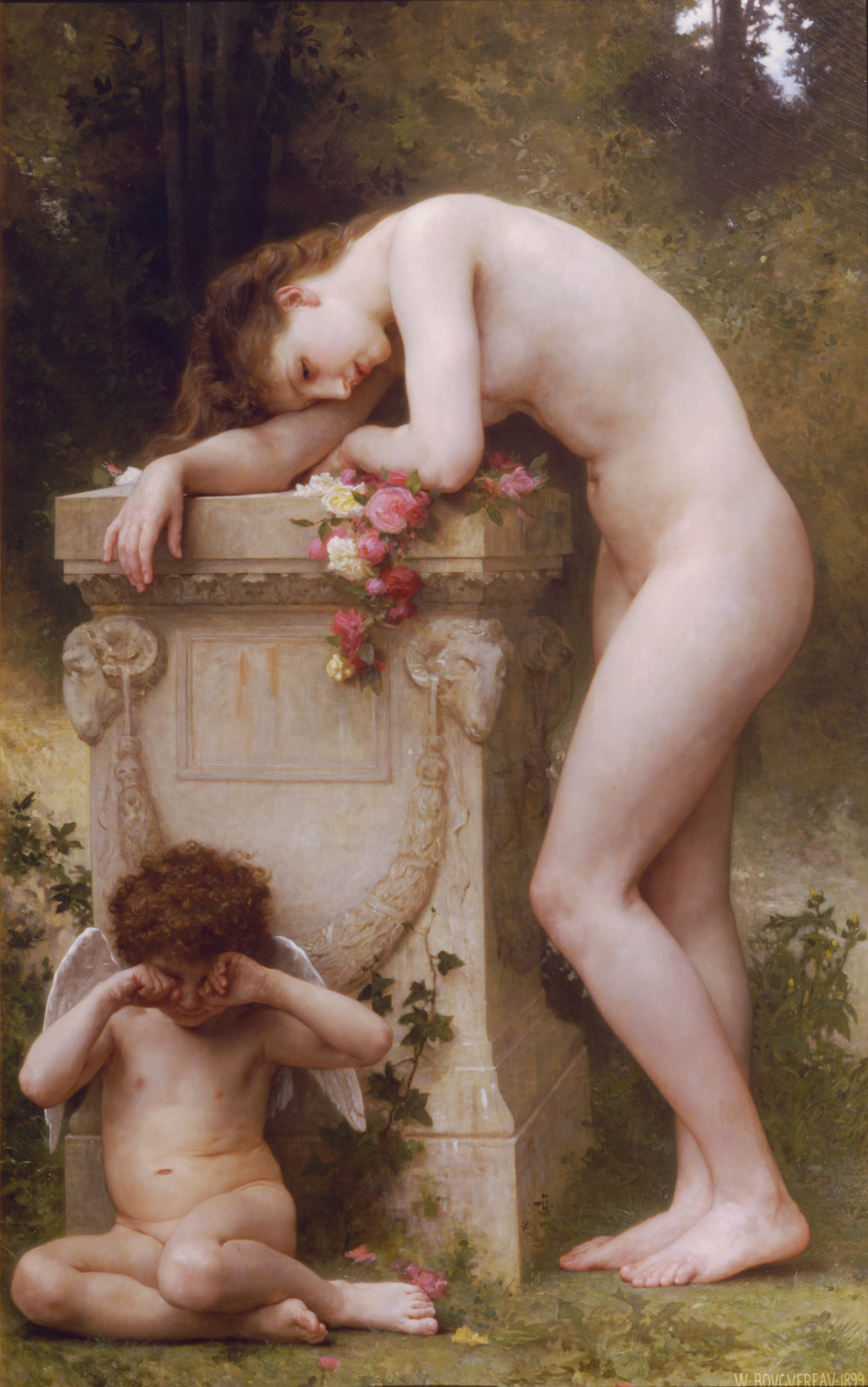
Elegía, por William Adolphe Bouguereau (1899).

Na literatura, elegia é um poema triste, melancólico ou complacente, especialmente composto como música para funeral ou um lamento de morte.

## Definição
é Na Literatura Grega antiga o termo "elegeia" (ἐλεγεία) originariamente referia-se a qualquer verso escrito em dístico elegíaco cobrindo uma vasta gama de assuntos, entre eles, os epitáfios para túmulos. A elegia na Literatura Latina foi mais erótico ou mitológico. Devido ao seu potencial estrutural para efeitos retóricos, o dístico elegíaco foi também utilizada pelos poetas gregos e romanos para assuntos espirituosos, engraçados e satíricos.
Modernamente, elegia é uma poesia de tom terno e triste. Geralmente é uma lamentação pelo falecimento de um personagem público ou um ser querido. Vale ressaltar que na elegia também há digressões moralizantes destinadas a ajudar ouvintes ou leitores a suportar momentos difíceis. Por extensão, designa toda reflexão poética sobre a morte: a elegia, assim como a Ode, tem extensões variadas. O que as difere é que a elegia trata de acontecimentos infelizes.
Na literatura inglesa, geralmente elegia é um lamento pelos mortos. No entanto, de acordo com The Oxford Handbook of the Elegy, "apesar de toda a sua difusão ... a 'elegia' permanece notavelmente mal definida: às vezes usada como um termo genérico para denominar textos de tom sombrio ou pessimista, às vezes como para monumentalização textual, e às vezes estritamente como um sinal de lamento pelos mortos".

## História
Na antiguidade, a elegia era uma composição da poesia lírica monódica (ou seja, declamada pelo próprio poeta, geralmente, e acompanhada por um só instrumento musical - como a lira; ao contrário da lírica coral, apresentada por um coro, como ou sem acompanhamento musical), aparentada à épica pela sua forma. No entanto, o metro utilizado era o dístico elegíaco.
Havia vários tipos de elegia, conforme seu conteúdo: elegia marcial ou guerreira, elegia amorosa e hedonista, elegia moral e filosófica, elegia gnômica...
Inicialmente definida pelo metro específico, chamado metro elegíaco, a elegia passou a designar um gênero poético que se caracterizou não pela forma, mas pelo assunto: a tristeza dos amores interrompidos pela infidelidade ou pela morte.
A elegia surgiu na Grécia antiga, com Calino de Éfeso (século VII a.C.), Tirteu e Mimnermo. Seus poemas eram cantos guerreiros que incitavam à luta. Calímaco, importante poeta alexandrino do século III a.C., foi um dos primeiros a escrever elegias no sentido do moderno termo, ou seja, como poemas líricos e tristes. Sua elegia Os cabelos de Berenice, da qual só restaram fragmentos, constituiu o primeiro modelo do gênero.
Entre os romanos, o primeiro grande poeta elegíaco foi Tibulo. Seus três livros sentimentais, muito lidos durante a Idade Média, influenciaram fortemente os poetas da Renascença. Foram preferidos às elegias de Propércio, que inauguraram um subgênero, com poemas ardentemente eróticos. O mais importante dos elegíacos romanos foi Ovídio: os Poemas tristes e as Cartas do Ponto, que lamentavam seu exílio, se aproximam bastante das elegias modernas.
No século XVI, a elegia transformou-se num dos gêneros poéticos mais cultivados, embora ainda pouco definido. Em Portugal, o primeiro escritor de elegias foi Sá de Miranda, mas Camões foi o principal: da edição de 1595 de suas obras completas, constam quatro elegias, tidas pelas melhores em língua portuguesa. Na França da Renascença, destacou-se no gênero Pierre de Rosnard.
Na poesia inglesa, a elegia apareceu com Astrophel, lamento fúnebre de Edmund Spenser. Durante quase três séculos produziram-se, dentro desse modelo, alguns dos maiores poemas da literatura inglesa, como Lycidas, de Milton (1638), Adonais, de Shelley (1821), sobre a morte de Keats, e muitas outras. Contudo a mais famosa elegia da língua inglesa foi Elegy Written in a Country Church Yard (1751; Elegia escrita num cemitério da aldeia), de Thomas Gray, meditação sobre a morte de gente humilde e anônima e uma das obras capitais do pré-romantismo europeu.
Em outras literaturas, a elegia assumiu características pagãs, como as belas e eróticas Römische Elegien (1797; Elegias romanas), de Goethe, obra prima da literatura alemã. No século XX, a obra mais importante do gênero foi sem dúvida Duineser Elegien (1923; Elegias de Duino), do poeta alemão Rainer Maria Rilke. No Brasil, o mais importante autor de elegias foi Fagundes Varela, no século XIX. Destacam-se ainda Cristiano Martins, Vinicius de Moraes, Cecília Meireles (em Solombra) e Dantas Mota, no século XX.1